# WLS-TV
WLS-TV est une station de télévision américaine ayant une autorisation pour la zone de couverture de Chicago dans l'Illinois. Elle est détenue et exploitée par American Broadcasting Company. Les studios sont situés dans le nord du Loop au 190 North State Street (en face du Chicago Theatre) et l'émetteur est situé au sommet de la Willis Tower (ex-Sears Tower).

## Historique
Le 17 septembre 1948, ABC débute la diffusion d'une chaîne de télévision WENR-TV sur le canal 7, nommée d'après la station de radio affiliée WENR-AM.
En 1953 avec la fusion entre ABC et United Paramount Theatres, la société se retrouve avec deux stations, WENR-TV et WBKB sur le canal 4 qui partage une affiliation pour CBS avec WGN-TV. La WBKB est vendue à CBS pour 6 millions d'USD, déplacée sur le canal 2 et renommée WBBM-TV tandis que WENR-TV reprend le nom WBKB-TV. Les employés de la WBBM, donc de CBS, sont ceux de l'ancienne WBKB mais la direction déménage chez WENR, devenue la nouvelle WBKB. La station WENR est alors installée dans le State and Lake Building, qu'elle occupe toujours.
En mai 1960, ABC achète la station de radio WLS à Chicago qui partageait son temps d'émission avec WENR depuis les années 1920. Le 9 mai 1960, la station WLS lance une nouvelle programmation liée au réseau ABC.
Le 7 octobre 1968, la WBKB est renommée WLS-TV d'après le nom de la station de radio WLS-AM détenue par ABC depuis 1959.
Le 5 septembre 1985, Capital Cities Communications fusionne avec ABC et se rebaptise Capital Cities/ABC.
Le 9 février 1996, The Walt Disney Company finalise son rachat de Capital Cities/ABC et rebaptise sa nouvelle filiale ABC Inc.
Le 10 avril 2006, la chaîne ouvre un nouveau studio, le State Street Studio, sur State Street.
Le 6 janvier 2007, WLS-TV devient la première chaîne de télévision de Chicago à diffuser son contenu local, information et programmes en haute definition.

## Télévision numérique
Le signal numérique de la chaine est un multiplexe :
| Chaîne | Image | Ratio | Programmation                            |
| ------ | ----- | ----- | ---------------------------------------- |
| 7.1    | 720p  | 16:9  | Programmation principale WLS-TV / ABC HD |
| 7.2    | 720p  | 16:9  | Live Well Network                        |
| 7.3    | 480i  | 4:3   | Live Well Network                        |

### Passage de l'analogique au numérique
WLS-TV est revenu au canal 7 le 12 juin 2009 à midi dans le cadre de l'arrêt de la télévision analogique aux États-Unis. Mais en raison d'un problème de réception sur le canal 12, WJRT a demandé le 14 octobre 2009 à la FCC une autorisation pour émettre non plus en 18,2 kW mais en 30 kW. Elle a été accordée le 21 avril 2010. Mais la transition n'a pas été si simple.
Le 12 juin 2009, WLS transfère son signal alors sur le canal UHF 52 vers le VHF 7 mais le fait sur un signal faible de 4,75 kW afin de protéger le signal de la chaîne WOOD-TV de Grand Rapids qui émet aussi, sur le canal 7. Malgré cela la bascule provoque des pertes de réception pour de nombreux foyers. Le standard de WLS-TV reçoit 1 735 appels dès le 12 juin et en totalise 5 000 le 16 juin. La solution est soit d'augmenter la puissance du signal en s'assurant de ne pas affecter d'autres signaux soit de changer de fréquence. Durant deux semaines de test à la fin juin, WLS est autorisée à augmenter sa puissance de signal et à construire un transmetteur relais faible puissance sur le canal UHF 32, anciennement occupé par WFLD). Mais WLS doit changer de canal car WMEU-CA demande le 32. Ce sera le canal 44 anciennement occupé par WSNS-TV et qui devait entrer en service le 31 octobre 2009. Fin 2009, WLS transfère son signal numérique sur le canal UHF 44 mais conserve un signal VHF sur le canal 7 comme un relais de transmission.
En juin 2010, WLS continue d'émettre de manière temporaire sur les canaux 7 et 44 depuis des émetteurs auxiliaires du 875 North Michigan Avenue tandis que l'émetteur de la Willis Tower est en travaux afin de fournir un canal numérique 44 multiplexé sur 473,3 kW ,.